# Kristián II. Anhaltsko-Bernburský
Kristián II. Anhaltsko-Bernburský, také Kristián Mladší (německy Christian II. von Anhalt-Bernburg; 11. srpna 1599 Amberg – 21. září 1656 Bernburg) byl německý šlechtic, válečník, překladatel a diarista, vládnoucí kníže anhaltsko-bernburský. Vytvořil Diarium (deník) zaznamenávající události 35 let, konkrétně 1621 až 1656, který zahrnuje 17 400 stran rukopisu ve 23 foliových svazcích a je z kvantitativního i kvalitativního hlediska považován za jedinečný historický zdroj z doby třicetileté války.
Kristián byl synem knížete Kristiána I. a Anny, hraběnky z Bentheimu-Tecklenburgu. Narodil se na zámku Amberg, kde jeho otec pobýval jako guvernér Falckého kurfiřtství. Dostal vynikající vzdělání a hovořil plynně francouzsky a italsky. V letech 1608–09 studoval společně se svým bratrancem z Dessau Johannem Kasimirem v Ženevě. Následovala obvyklá kavalírská cesta do Francie, Itálie a Anglie.
Od 19. roku svého života trávil většinu svého života jako účastník třicetileté války se všemi jejími hrůzami a strádáními, a proto ve svém deníku hovoří o „ma fatale destinée“. Válka pro něj začala bitvou na Bílé hoře (1620), jejíž prohra měla za následek vyhnanství jeho otce Kristiána I. Mladší Kristián, který po boku svého otce velel dvěma plukům, byl také zajat, ale podařilo se mu ve Vídni získat přízeň císaře Ferdinanda II. Poté, co před císařem na znamení loajality poklekl, směl se v roce 1621 vrátit do Bernburgu.
Po smrti svého otce Kristián II. v dubnu 1630 převzal vládu knížectví anhaltsko-bernburského. Válečné roky byly pro nešťastného knížete a jeho zemi těžké. V prvním roce svého funkčního období město dobyl a vyplenil známý Heinrich Holk. Pak se 1700 obyvatel městečka stalo obětí morové epidemie. V roce 1636 byl vypleněn i hrad Bernburg. Kristián II. zemřel v Bernburgu v roce 1656 a byl pohřben v knížecí kryptě postavené jeho otcem v zámeckém kostele. Vládu převzal jeho 22letý syn Viktor Amadeus.
Manželkou Kristiána II. byla od roku 1625 Eleonora Sofie ze Šlesvicka-Holštýnska-Sonderburgu (1603–1675), dcera vévody Johanna ze Šlesvicka-Holštýnska-Sonderburgu. Pár měl celkem 15 dětí, ale jen několik z nich přežilo dětství:
- 1. Beringer Anhaltsko-Bernburský (21. 4. 1626 Schüttorf – 17. 10. 1627 Bernburg)[4]
- 2. Žofie Anhaltsko-Bernburská (11. 9. 1627 Bernburg – 12. 9. 1627 tamtéž)[5]
- 3. Jáchym Arnošt Anhaltsko-Bernburský (13. 6. 1629 Ballenstedt – 23. 12. 1629 tamtéž)[6]
- 4. Kristián Anhaltsko-Bernburský (2. 1. 1631 Bernburg – 20. 6. 1631 tamtéž)[7]
- 5. Erdmann Gideon Anhaltsko-Bernburský (21. 1. 1632 Harzgerode – 4. 4. 1649 Bernburg)[8]
- 6. Bogislav Anhaltsko-Bernburský (7. 10. 1633 Harzgerode – 7. 2. 1634 tamtéž)[9]
- 7. Viktor Amadeus Anhaltsko-Bernburský (6. 10. 1634 Harzgerode – 14. 2. 1718 Bernburg), kníže anhaltsko-bernburský od roku 1656 až do své smrti[10]
⚭ 1667 Alžběta Falcko-Zweibrückenská (22. 3. 1642 Meisenheim – 18. 4. 1677 Bernburg)[11]
- 8. Eleonora Hedvika Anhaltsko-Bernburská (28. 10. 1635 Bernburg – 10. 9. 1685 Gandersheim), abatyše v klášteře v Gandersheimu[12]
- 9. Ernestina Augusta Anhaltsko-Bernburská (23. 12. 1636 Plön – 5. 10. 1659 Bernburg), svobodná a bezdětná[13]
- 10. Angelika Anhaltsko-Bernburská (6. 6. 1639 Bernburg – 13. 10. 1688 Quedlinburg), svobodná a bezdětná[14]
- 11. Anna Žofie Anhaltsko-Bernburská (13. 9. 1640 Bernburg – 25. 4. 1704 Sonnewalde)[15]
⚭ 1664 hrabě Jiří Fridrich ze Solms-Sonnenwalde (26. 9. 1626 – 26. 7. 1688)[16]
- 12. Karel Ursinus Anhaltsko-Bernburský (18. 4. 1642 Bernburg – 4. 1. 1660 Parma), svobodný a bezdětný[17]
- 13. Ferdinand Kristián Anhaltsko-Bernburský (23. 10. 1643 Bernburg – 14. 3. 1645 Ballenstedt)[18]
- 14. Marie Anhaltsko-Bernburská (25. 1. 1645 Ballenstedt – 5. 1. 1655 tamtéž)[19]
- 15. Anna Alžběta Anhaltsko-Bernburská (19. 3. 1647 Bernburg – 3. 9. 1680 Bierutów)[20]
⚭ 1672 Kristián Oldřich I. Württemberský (9. 4. 1652 Olešnice – 5. 4. 1704 tamtéž), kníže bernštatský v letech 1669–1697 a od roku 1697 až do své smrti kníže olešnický[21]